# 56
Het jaar 56 is het 56e jaar in de 1e eeuw volgens de christelijke jaartelling.

## Gebeurtenissen

### Italië
- Lucius Annaeus Seneca, de filosoof-senator, schrijft het boekwerk "De Clementia". Een pleidooi over het Romeins gezag, bedoeld als advies voor keizer Nero.

### Armenië
- Armenia Inferior wordt ingelijfd bij het koninkrijk van Aristobulus van Chalkis. Het gebied vormt een bufferstaat tussen Parthië en het Romeinse Keizerrijk.

### Klein-Azië
- Paulus, de apostel, schrijft in Efeze rond het paasfeest, zijn eerste brief aan de Korintiërs.

## Geboren
- Publius Cornelius Tacitus, Romeins consul en historicus (overleden 117)